# What Lies Beneath (album)
What Lies Beneath este cel de-al treilea album de studio lansat de cântăreața finlandeză Tarja Turunen.

## Ordinea pieselor pe disc
Versiunea standard
1. „Anteroom of Death” (împreună cu Van Canto)— 4:41
2. „Until My Last Breath” — 4:24
3. „I Feel Immortal” — 4:35
4. „In for a Kill” — 4:35
5. „Underneath” — 5:27
6. „Little Lies” — 4:37
7. „Rivers of Lust” — 4:24
8. „Dark Star” (împreună cu Philip Labonte) — 4:33
9. „Falling Awake” (împreună cu Joe Satriani) — 5:14
10. „The Archive of Lost Dreams” — 4:49
11. „Crimson Deep” (împreună cu Will Calhoun) — 7:35

Piese incluse pe versiunile de lux
1. „Montañas de Silencio” — 4:25
2. „We Are” — 4:16
3. „Naiad” — 7:19
4. „Still of the Night” — 6:33